# Vieux-Dieu
Vieux-Dieu (en néerlandais : Oude God) est un village, devenu quartier, de la commune de Mortsel. 

## Toponymie
Selon certaines sources, le nom de Vieux Dieu ferait référence à un sanctuaire romain disparu, situé sur la route de pèlerinage Bavay-Utrecht, pour d'autres ce serait du à une ancienne image du divin rédempteur qui y aurait été vénérée au début du christianisme dans la région. Selon l'historien Canon Floris Prims, même au XVIIe siècle, plus d'un millénaire après le départ des dernières légions romaines de ces régions, des rituels se déroulaient encore subrepticement dans ce temple païen qui existait encore à l'époque.